# Freddy Coppens
Pour les articles homonymes, voir Coppens.
Freddy Coppens, né à Anvers le 15 avril 1946 , est un réalisateur belge d'expression flamande.

## Biographie
Coppens est le réalisateur d'une série de documentaires pour la télévision, dont Juicht België juicht, Het moderna museet Stockholm, Roger Raveel, Beroep: schrijver in New York, Jean-Paul Gaultier, De langste dag, The VDB Story et De familie Nothomb. Il a réalisé plusieurs épisodes de la série télévisée Windkracht 10.
Son film le plus connu est Max, sorti en 1994. Ce film, avec Jacques Vermeire et Greet Rouffaer, a été le septième plus grand succès cinématographique belge de tous les temps et a attiré 643 000 spectateurs dans les salles de cinéma.

## Filmographie
- 1989 : Dilemma (aussi scénariste)
- 1994 : Max